# Płonka (województwo lubelskie)
Płonka – wieś w Polsce, położona w województwie lubelskim, w powiecie krasnostawskim, w gminie Rudnik.Leży przy drodze nr 837.
W latach 1975–1998 wieś administracyjnie należała do województwa zamojskiego.
Wieś stanowi sołectwo gminy Rudnik. W skład sołectwa Płonka wchodzi także Płonka-Kolonia. Według Narodowego Spisu Powszechnego (III 2011 r.) wieś liczyła 523 mieszkańców. 

## Integralne części wsi
| SIMC    | Nazwa             | Rodzaj    |
| ------- | ----------------- | --------- |
| 0897763 | Płonka Poduchowna | część wsi |

## Historia
Po raz pierwszy wieś wzmiankowano w 1359 r. w akcie pierwszego rozgraniczenia ziem lubelskiej i chełmskiej. W następnych stuleciach (do XVIII w.) należała do starostwa krasnostawskiego. W 1429 r. król Władysław II Jagiełło nadał miejscowe sołectwo Stanisławowi Obermuntowi, do którego potomków należało do ok. 1516 roku. Na przełomie XV i XVI stulecia się w zastawie u Jana (Jakuba) Obermunta stolnika chełmskiego, któremu król Aleksander Jagiellończyk był winny znaczne sumy. Około 1520 r. po Obermuntach wieś, z nadania królewskiego, przejął Mikołaj Zamoyski, brat kanclerskiego dziadka – Feliksa Zamoyskiego. Z kolei w 1564 w dzierżawie rodu Boguszów. Wieś miała wówczas 7,25 łana (121, 8 ha) gruntów uprawnych, liczyła 13 kmieci na półłankach i 11 zagrodników. Były także folwark starościński, karczma, 2 stawy (jeden poniżej dworu, a drugi za kościołem) oraz młyn przy stawie. Ogólny dochód wynosił 14 zł rocznie z samej wsi. Według lustracji królewszczyzn w latach 1661–1665, istniała tu karczma oraz młyn.
W 1827 r. wieś liczyła 38 domów i 307 mieszkańców, zaś według spisu z r. 1921 (wówczas w pow. krasnostawskim) już 124 domy oraz 862 mieszkańców, w tym 37 Żydów i 3 prawosławnych.
W XIX stuleciu funkcjonował tu mały browar, w 1879 r. produkujący 1700 wiader piwa.

## Zabytki
- Pierwszy miejscowy kościół drewniany został wzniesiony przed 1429 roku odbudowany w 1626 po czym rozebrany około 1715. Na jego miejscu powstał następny w około 1728 roku, zaś trzeci, obecny kościół drewniany wzniesiono w 1793 r. Kilkakrotnie remontowany: w 1845, 1873, 1882, 1907, 1926, 1960 roku.
- Klasycystyczny murowany dwór parterowy z parkiem z 1841 r. Zdewastowany i opuszczony po 1945 roku.